# Aleksander Cichoń
Aleksander Jan Cichoń (Rzeszów, 9 dicembre 1958) è un ex lottatore polacco, specializzato nella lotta libera.

## Palmarès

### Olimpiadi
- 1 medaglia:
  - 1 bronzo (Mosca 1980 nei pesi medio-massimi)